# Südostasienspiele 1977/Badminton
Titelträger im Badminton wurden bei den Südostasienspielen 1977 im Stadium Negara in Kuala Lumpur in fünf Einzel- und zwei Mannschaftsdisziplinen ermittelt. Die Spiele fanden vom 19. bis zum 26. November 1977 statt. Es wurden Platzierungsspiele um den 3. Platz durchgeführt, wobei Surapong Suharitdamrong, Thongkam Kingmanee / Porntip Buntanon sowie Ong Ah Hong und Dominic Soong / Koay Kar Lin (alle Malaysia) in diesen Spielen unterlagen und mit Platz 4 vorliebnehmen mussten.

## Medaillengewinner
| Disziplin    | Gold                                                                                               | Silber | Bronze |
| ------------ | -------------------------------------------------------------------------------------------------- | --- | --- |
| Herreneinzel | Liem Swie King                                                                                     | Dhany Sartika                                                                                                  | James Selvaraj                                                                                                  |
| Dameneinzel  | Sylvia Ng                                                                                          | Verawaty Wiharjo                                                                                               | Sirisriro Patama                                                                                                |
| Herrendoppel | Tjun Tjun Johan Wahjudi                                                                            | Pichai Kongsirithavorn Preecha Sopajaree                                                                       | Bandid Jaiyen Surapong Suharitdamrong                                                                           |
| Damendoppel  | Theresia Widiastuti Regina Masli                                                                   | Rosalind Singha Ang Sylvia Ng                                                                                  | Verawaty Wiharjo Imelda Wiguna                                                                                  |
| Mixed        | Christian Hadinata Regina Masli                                                                    | Dominic Soong Rosalind Singha Ang                                                                              | Preecha Sopajaree Porntip Buntanon                                                                              |
| Herrenteam   | Indonesien Ade Chandra Christian Hadinata Liem Swie King Dhany Sartika Tjun Tjun Johan Wahjudi     | Thailand Bandid Jaiyen Pichai Kongsirithavorn Udom Luangpetcharaporn Preecha Sopajaree Surapong Suharitdamrong | Malaysia Koay Kar Lin Lim Cheng Hoe Moo Foot Lian Saw Swee Leong James Selvaraj Dominic Soong                   |
| Damenteam    | Indonesien Ivanna Lie Regina Masli Tati Sumirah Theresia Widiastuti Imelda Wiguna Verawaty Wiharjo | Malaysia Rosalind Singha Ang Sylvia Ng Ong Ah Hong Katherine Teh Yap Hei Lin                                   | Thailand Porntip Buntanon Suleeporn Jittariyakul Thongkam Kingmanee Petchroong Liengtrakulngam Sirisriro Patama |

## Finalresultate
| Disziplin    | Sieger                           | Finalist                                 | Ergebnis         |
| ------------ | -------------------------------- | ---------------------------------------- | ---------------- |
| Herreneinzel | Liem Swie King                   | Dhany Sartika                            | 15–9, 15–5       |
| Dameneinzel  | Sylvia Ng                        | Verawaty Wiharjo                         | 4–11, 11–4, 11–5 |
| Herrendoppel | Tjun Tjun Johan Wahjudi          | Pichai Kongsirithavorn Preecha Sopajaree | 15–10, 15–3      |
| Damendoppel  | Regina Masli Theresia Widiastuti | Rosalind Singha Ang Sylvia Ng            | 15–2, 15–4       |
| Mixed        | Christian Hadinata Regina Masli  | Dominic Soong Rosalind Singha Ang        | 15–10, 15–6      |

## Medaillenspiegel
| Platz | Land       | Gold | Silber | Bronze | Gesamt |
| ----- | ---------- | ---- | ------ | ------ | ------ |
| 1     | Indonesien | 6    | 2      | 1      | 9      |
| 2     | Malaysia   | 1    | 3      | 2      | 6      |
| 3     | Thailand   | -    | 2      | 4      | 6      |

## Referenzen
- Percy Seneviratne (1993) Golden Moments: the S.E.A Games 1959–1991 Dominie Press, Singapur ISBN 981-00-4597-2.
- Lew Hon Kin: SEA Games Records 1959–1985, Petaling Jaya – Penerbit Pan Earth, 1986.
- Geschichte der Südostasienspiele
- olympic.org.my (Memento vom 2. Januar 2008 im Internet Archive)
- https://eresources.nlb.gov.sg/newspapers/Digitised/Article/straitstimes19771124-1.2.125.7
- Dari SEA Games ix di Kuala Lumpur (2): Kejutan ala Ade Chandra. In: Kompas. 2. Dezember 1977, S. 10 (indonesisch).